# 横浜市立美しが丘西小学校
横浜市立美しが丘西小学校（よこはましりつ うつくしがおかにししょうがっこう）は、神奈川県横浜市青葉区美しが丘西二丁目にある公立小学校。

## 沿革
出典
- 1990年（平成2年）3月 - 保木土地区画整理事業竣工、学校用地3箇所（中学校及び小学校2箇所）を確保
- 2003年（平成15年） 9月13日 - 美しが丘西地区の人口増加に伴い、元石川小学校の児童数が増加し、多数の児童がバスで通学していた状況を改善するため、小学校建設促進委員会（委員長：関戸輝夫氏）を発足
- 2003年（平成15年) 11月20日 - 促進委員会が横浜市に「美しが丘西地区小学校建設についての陳情書」を提出
- 2006年（平成18年）6月から8月 - 署名運動の実施（署名4,055名)
- 2006年（平成18年）8月28日 - 促進委員会が横浜市に第3回目の陳情書を提出
- 2007年（平成19年）
  - 1月18日 - 促進委員会のメンバーが横浜市会を訪問し、小学校建設についての陳情書を提出する。
  - 4月11日 - 横浜市から「今後、財源確保や適地選定に係る調査検討などを進めていきます。」と回答を得る。
- 2009年（平成21年） 
  - 6月18日 - 第1回元石川小学校第二方面校開校準備委員会開催（委員長：関戸輝夫氏）
  - 7月16日 - 第2回準備委員会開催（通学区域案や学校名の選定方法等を検討）
  - 9月15日 - 第3回準備委員会開催（学区域ならびに元石川小学校第二方面校の名称を「美しが丘西小学校」とすることを全会一致で決定）
  - 10月5日 - 関戸委員長が「第二方面校の通学区域及び学校名に関する意見書」を教育長に提出準備中
  - 11月19日 - 第4回準備委員会開催（中学校の通学区域、通学安全の要望箇所等を決定）
- 2010年（平成22年） 
  - 2月10日 - 第5回準備委員会開催（新設校の施設に関する要望について決定）
  - 1月 - 設計開始
  - 2月19日 - 関戸委員長が「元石川小学校第二方面校の新設に伴う通学安全に関する要望書」を青葉区長に提出
  - 7月7日 - 地域住民へ「元石川小学校第二方面校新築工事に伴う説明会」を開催
- 2011年（平成23年）
  - 10月1日 - 地域住民へ「美しが丘西小学校新築工事説明会」を開催
  - 10月5日 - 工事開始
- 2012年（平成24年） 
  - 5月30日 - 親校の元石川小ならびに関連校のすすき野小の保護者・美しが丘西保木自治会の役員を中心とした美しが丘西小学校開校準備委員会（会長：関戸輝夫氏）が発足（月一回程度、記念式典・祝賀会、PTA 設立、校歌校章制定、スクールゾーン等についての具体的な検討会議を開催）
  - 8月30日 - 地域住民へ「美しが丘西小学校校庭整備工事説明会」を開催
  - 12月1日および8日 - すすき野小、元石川小にて学校説明会開催
  - 12月21日 - 美しが丘西小学校校舎工事完成・引渡し
- 2013年（平成25年） 
  - 3月26日 - 美しが丘西小学校校庭整備工事（外構工事）完成
  - 4月1日 - 美しが丘西小学校開校式典挙行（元石川小・すすき野小から新５、６年生が参加した）
  - 4月6日 - 開校記念祝賀会開催
- 2022年（令和4年）

　　　美しが丘西小学校10周年記念イベント　

## 校歌・校章
出典
校歌
学校創立後に校歌制定に関わる作詞家や作曲家について保護者や地域の方々に情報提供を依頼し、保護者からの紹介により、作詞者および作曲者を決定した。両者は2013年9月に来校し、児童の代表から校歌のイメージを託され、校歌として完成させた。
- 金沢智恵子作詞、橋本祥路作曲

校章
2012年、開校準備委員会により公募にて校章案となる作品を募集、全応募作を美しが丘西郵便局、美しが丘西地区センターにて展示。地区センターで投票を行い、その結果を参考に開校準備委員会で、保護者の作品を校章デザインとして採用した。

## 通学区域と進学先
出典
- 横浜市青葉区
  - 美しが丘西一丁目 - 二丁目、美しが丘西三丁目の一部
  - 元石川町の一部
- 進学先中学校は、横浜市立山内中学校、横浜市立美しが丘中学校、横浜市立すすき野中学校である。

## 交通アクセス
出典
- 東急田園都市線たまプラーザ駅北口より
  - 東急バス た71系統 美しが丘西行で約12分、「薬師台公園」バス停下車後徒歩約1分
  - 東急バス た41系統 虹が丘営業所行きで約10分、「保木」バス停下車後徒歩約6分